# Ghanaische Badmintonmeisterschaft 1979
Die Ghanaische Badmintonmeisterschaft 1979 fand vom 19. bis zum 21. Dezember 1979 statt. Es war die 2. Auflage der Badmintonmeisterschaften von Ghana.

## Medaillengewinner
| Disziplin    | Gold                                  | Silber                               |
| ------------ | ------------------------------------- | ------------------------------------ |
| Herreneinzel | Paul Kodjokumah                       | Mario Appiagyei-Danka                |
| Dameneinzel  | Phyllis Nimako-Boateng                | Nelly Akainyah                       |
| Herrendoppel | Kodjo Asamoah Paul Kodjokumah         | Mario Appiagyei-Danka Frank Kwami    |
| Damendoppel  | Abigail Haizel Phyllis Nimako-Boateng | Margaret Asare Patricia Asare        |
| Mixed        | Paul Kodjokumah Abigail Haizel        | Kodjo Asamoah Phyllis Nimako-Boateng |